# 肝付兼般
肝付 兼般（きもつき かねつら）は、江戸時代後期の薩摩藩士。喜入肝付氏9代当主。
喜入肝付氏は肝付氏12代・肝付兼忠の三男・兼光を祖とする庶流。
安永5年（1777年）、肝付兼満の子として生まれる。天明6年（1786年）、元服する。寛政4年（1792年）、火消奉行を拝命する。寛政6年（1794年）、父・兼満の隠居により家督相続する。
文化11年（1814年）、吉田地頭職。文化14年（1817年）、隠居して家督を嫡男・兼善に譲る。
文政3年（1820年）10月5日没。享年45。